# 방송 영화 비평가 협회
방송 영화 비평가 협회(放送映畫批評家協會, 영어: Broadcast Film Critics Association 브로드캐스트 필름 크리틱스 어소시에이션[*], BFCA)는 미국과 캐나다의 영화 비평가 협회이다. 1995년 설립되었으며, 매년 크리틱스 초이스 영화상을 발표하고 있다.

## 방송 텔레비전 기자 협회
방송 텔레비전 기자 협회(Broadcast Television Journalists Association, BTJA)는 BFCA의 2011년 설립된 산하 단체이다. 크리틱스 초이스 텔레비전상을 매년 발표하고 있다.